# Thomas-Gelbfledermaus

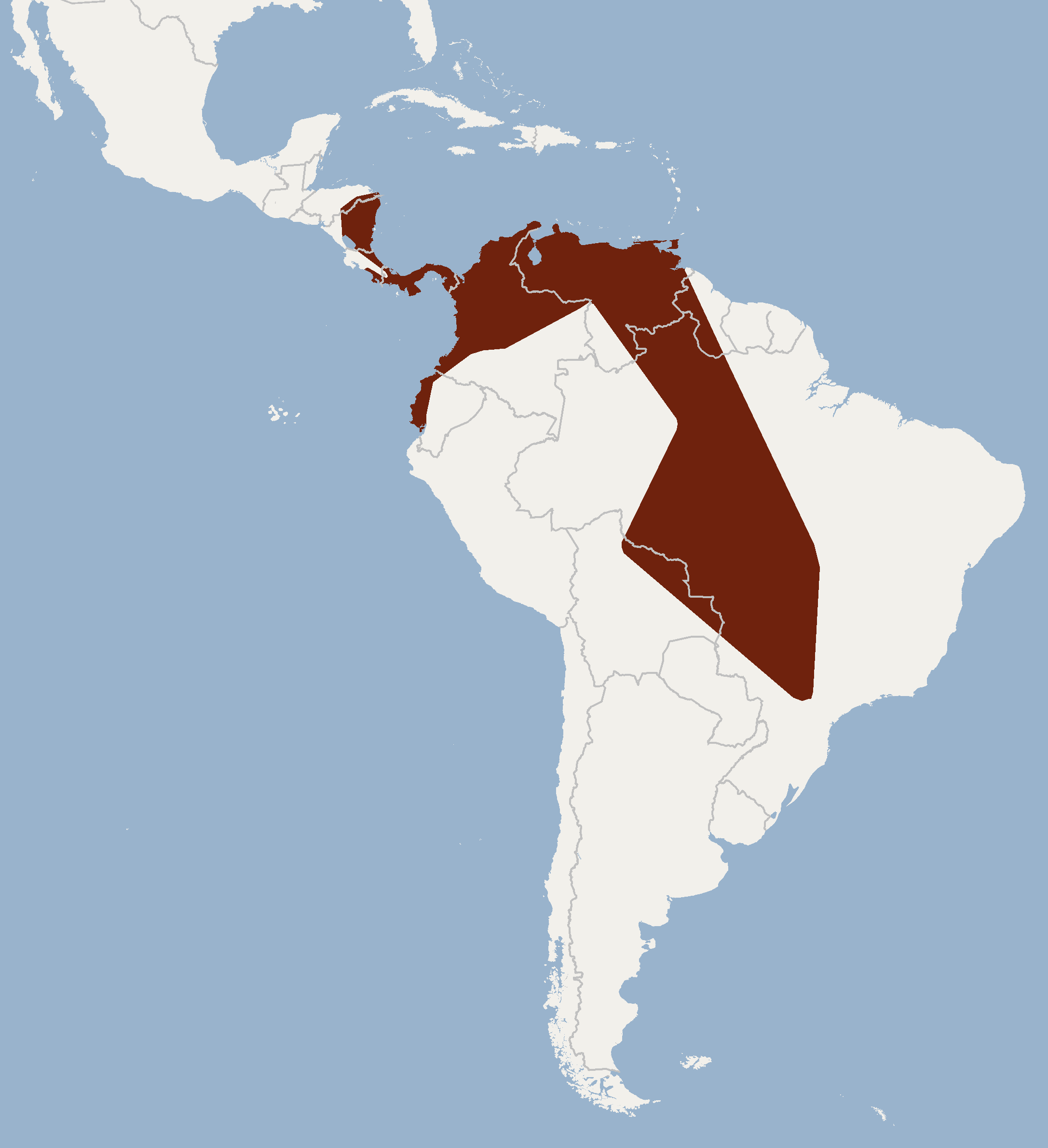
Verbreitungsgebiet der Thomas-Gelbfledermaus

Die Thomas-Gelbfledermaus (Rhogeessa io) ist ein in Mittel- und Südamerika verbreitetes Fledertier in der Gattung der Gelbfledermäuse. Zeitweilig wurden die Populationen der Schwarzflügel-Gelbfledermaus (Rhogeessa tumida) dieser Art zugerechnet. Das Typusexemplar stammt aus dem Bundesstaat Carabobo im nördlichen Venezuela. Der deutsche Name bezieht sich auf den Erstbeschreiber Oldfield Thomas.

## Merkmale
Diese Fledermaus ist der Husson-Gelbfledermaus (Rhogeessa hussoni) sehr ähnlich. Sie unterscheidet sich durch eine kleinere maximale Schädellänge und durch längere Backenzahnreihen. Mit einer Kopf-Rumpf-Länge von 37 bis 50 mm, einer Schwanzlänge von 29 bis 32 mm und einem Gewicht von 4 bis 6 g ist die Art eine sehr kleine Fledermaus. Sie hat 30 bis 32 mm lange Unterarme, Hinterfüße von 6 bis 8 mm Länge und 11 bis 13 mm lange Ohren. Die Haare der Oberseite sind im ersten Abschnitt gelbbraun und an den Spitzen dunkelbraun, während unterseits gelbes Fell vorhanden ist. Nackte Bereiche des Gesichts, die Ohren und die Flughäute haben eine schwarze Farbe. Die Ohren kennzeichnen je ein schmaler Tragus und Drüsen. In Venezuela wurde ein diploider Chromosomensatz von 30 Chromosomen (2n=30) ermittelt.

## Verbreitung
Die Thomas-Gelbfledermaus erreicht im Norden das südliche Honduras und das östliche Nicaragua sowie im nördlichen Südamerika Ecuador und Guyana. Von Venezuela zieht sich eine Population über das Amazonasbecken ins zentrale Brasilien und zum östlichen Bolivien. Die Art kommt auch auf Trinidad und Tobago vor. Sie lebt im Flach- und Hügelland bis 900 Meter Höhe (oder möglicherweise 1500 Meter). Als Habitat dienen unterschiedliche Wälder, Strauchflächen und Kulturflächen neben Dörfern.

## Lebensweise
Ruhende Individuen wurden in Baumhöhlen und in Spalten von Holzpfählen gefunden. Die Art könnte zusätzlich andere Verstecke nutzen. Andere Gattungsvertreter schlafen z. B. in Gebäuden. Die Jagd wurde oft über Lichtungen und Wasserläufen beobachtet. Vermutlich werden Insekten in geringer Höhe erbeutet. Die Thomas-Gelbfledermaus fliegt meist im Anschluss an den Sonnenuntergang und kurz vor der Morgendämmerung. Die kurzen Rufe zur Echoortung erreichen ihre stärkste Intensität bei 50 bis 60 kHz. In Südamerika sind Weibchen zwischen Februar und April trächtig und ihre Zitzen sind von März bis Juli aktiv. Jungtiere in dieser Region erreichen zwischen Mai und August ihre Flugfähigkeit.

## Gefährdung
Für die Art sind keine Bedrohungen bekannt. Auch wenn sie allgemein selten ist, kann sie in geeigneten Habitaten häufig vorkommen. Die IUCN listet die Thomas-Gelbfledermaus als nicht gefährdet (least concern).